# Georg Steinhauser
Georg Steinhauser (født 21. oktober 2001 i Lindenberg im Allgäu) er en cykelrytter fra Tyskland, der kører for EF Education-EasyPost.